# Mouse Trap (jogo eletrônico)
Mouse Trap era um jogo muito parecido com Pacman: Um pequeno rato percorria um labirinto à procura de queijo, mas sempre com alguns gatos sob seu encalço. A novidade era que, em Mouse Trap, o jogador tinha o poder de mudar o formato do labirinto, bastando apenas apertar o botão do joystick do Atari 2600.